# فرانكو كيروغا
فرانكو كيروغا (بالإسبانية: Franco Quiroga)‏ (23 ديسمبر 1986 في الأرجنتين - ) هو لاعب كرة قدم أرجنتيني في مركز الوسط. لعب مع أتليتيكو توكومان وأرجنتينوس جونيورز وأوليمبو وسانتياغو واندررز ونويفا شيكاجو وIndependiente Rivadavia ‏ وClub Atlético Temperley ‏ وسان مارتين دي سان خوان.

## وصلات خارجية
- فرانكو كيروغا على موقع قاعدة بيانات كرة القدم.إي يو (الإنجليزية)
- فرانكو كيروغا على موقع Soccerway.com (الإنجليزية)